# Lijst van beelden in Wassenaar
Dit is een (onvolledige) chronologische lijst van beelden in Wassenaar. Onder een beeld wordt hier verstaan elk driedimensionaal kunstwerk in de openbare ruimte van de Nederlandse gemeente Wassenaar, waarbij beeld wordt gebruikt als verzamelbegrip voor sculpturen, standbeelden, installaties, gedenktekens en overige beeldhouwwerken.
Voor een volledig overzicht van de beschikbare afbeeldingen zie de categorie Beelden in Wassenaar op Wikimedia Commons.
| Geplaatst                                                                         | Omschrijving                       | Kunstenaar                          | Straat                                      | Plaats    | Materiaal               | Afbeelding |
| --------------------------------------------------------------------------------- | ---------------------------------- | ----------------------------------- | ------------------------------------------- | --------- | ----------------------- | ---------- |
| 1759                                                                              | Zonnewijzer                        | A. van Dijk                         | Plein, Dorpskerk                            | Wassenaar |                         |            |
| 1837/1951-2016 (tempeltje dichtgetimmerd, vanwege zwaar vandalisme aan het beeld) | Victoria / De engel                | Christian Daniel Rauch              | Princessentuin, de Paauw                    | Wassenaar |                         |            |
| 1855                                                                              | Muzen                              |                                     | Raadhuislaan, de Paauw                      | Wassenaar |                         |            |
| 1855                                                                              | Athena unterstützt den Krieger     | Gustav Blaeser of Bläser            | Park De Paauw (ingang Prinsessetuin)        | Wassenaar |                         |            |
| 1858                                                                              | Vijf pauwen                        | onbekend                            | Raadhuislaan, de Paauw                      | Wassenaar |                         |            |
| 1860                                                                              | Paardendrinkbak met 2 leeuwen      |                                     | Raadhuislaan, de Paauw                      | Wassenaar |                         |            |
| 1870                                                                              | Jongeling op zuil                  |                                     | Raadhuislaan, de Paauw                      | Wassenaar |                         |            |
| 1916                                                                              | Wilhelminapomp                     |                                     | Van Ommerenlaan                             | Wassenaar |                         |            |
| 1926                                                                              | Heilig Hartbeeld                   | Atelier J.P. Maas & Zonen           | Kerkstraat                                  | Wassenaar | steen                   |            |
| 1929                                                                              | Gedenkbank Storm van 's Gravesande | Co Brandes                          | Burchtplein                                 | Wassenaar | steen                   |            |
| 1937                                                                              | Emma monument                      | Oswald Wenckebach                   | Wilhelminaplein                             | Wassenaar |                         |            |
| 1938                                                                              | Prinselijk monument                | Arie Bontenbal                      | Johan de Wittlaan/ Zuylen van Nyeveltstraat | Wassenaar |                         |            |
| 1947                                                                              | Gedenkzuil Haagse joden            |                                     | Begraafplaats Persijnhof, Kerkehout         | Wassenaar | Hardsteen               |            |
| 1947                                                                              | Bevrijdingsmonument                | Arie Bontenbal                      | De Lus/ Zuylen van Nyeveltstraat            | Wassenaar |                         |            |
| 1950                                                                              | Wilhelminamonument                 | Arie Bontenbal                      | Kerkstraat/ Storm van 's Gravezande         | Wassenaar |                         |            |
| 1956                                                                              | Lam Gods en kinderen               | onbekend                            | Middelweg 33 (cbs Den Deyl)                 | Wassenaar |                         |            |
| 1962                                                                              | Drie reidansende vrouwen           | Han Rehm                            | Wassenaarseweg 220 (ANWB)                   | Wassenaar |                         |            |
| 1965                                                                              | Meisje met bal                     | Theo van der Nahmer                 | Charlottestraat                             | Wassenaar |                         |            |
| 1967                                                                              | Speelplastiek                      | Rob Blöte                           | Burmanlaan                                  | Wassenaar |                         |            |
| 1968                                                                              | Windwijzer                         | Rob Blöte                           | Schaepmanweg / Starrenburglaan              | Wassenaar |                         |            |
| 1970                                                                              | Moeder en kind                     | Lotti van der Gaag                  | Prinsenweg                                  | Wassenaar |                         |            |
| 1970                                                                              | Zitbank                            |                                     | Van Duivenvoordelaan/ Van Cranenburchlaan   | Wassenaar |                         |            |
| 1975                                                                              | Muurplastiek                       | Theo van der Nahmer                 | Thorbeckestraat, school                     | Wassenaar |                         |            |
| 1976                                                                              | Schelp                             | Renske Morks                        | Johan de Wittlaan                           | Wassenaar |                         |            |
| 1977                                                                              | Springend meisje                   | Peter van der Meer                  | Burmanlaan                                  | Wassenaar |                         |            |
| 1979                                                                              | Gevelplastiek Sint Adelbert        | Jozef Smolders                      | Deijlerweg 163                              | Wassenaar |                         |            |
| 1980                                                                              | Levensboom                         | Joop van Ulden                      | Hillenaarlaan / Fabritiuslaan               | Wassenaar |                         |            |
| 1981                                                                              | Roulatie                           | Wout Maters                         | Lange Kerkdam/ Langstraat                   | Wassenaar |                         |            |
| 1982                                                                              | Gedenkteken WOII                   | Joop M. Veldheer                    | Schouwweg tegenover nr.75/ t.h. WAVO-park   | Wassenaar |                         |            |
| 1982                                                                              | Natuur, cultuur                    | Roel Teeuwen                        | Deijlerweg                                  | Wassenaar |                         |            |
| 1983                                                                              | Joie de vivre                      | Kees Verkade                        | Johan de Wittlaan                           | Wassenaar |                         |            |
| 1983                                                                              | Pick-Nick                          | Rob Blöte                           | Backershagen/ Rijksstraatweg                | Wassenaar |                         |            |
| 1984                                                                              | Meisje met parasols                | Theo van der Nahmer                 | Anemonenweg, school                         | Wassenaar |                         |            |
| 1984                                                                              | Spelende kinderen                  | Marian Gobius                       | Bloemluststraat                             | Wassenaar |                         |            |
| 1984                                                                              | Schelpenvisser                     | Wendela Gevers Deynoot              | Schulpplein                                 | Wassenaar |                         |            |
| 1985                                                                              | Rolschaatsenden kinderen           | Jean en Marianne Bremers            | Langstraat/ Hogendorpstraat                 | Wassenaar |                         |            |
| 1985                                                                              | Beeld                              | Jan Verschoor                       | Duynsteelaan, Spinbaan                      | Wassenaar |                         |            |
| 1985                                                                              | Zonnewijzer                        | Heppe de Moor                       | Nieuw Rijksdorp/ Berkheistraat              | Wassenaar |                         |            |
| 1985                                                                              | Gedenkteken Franse commando's      |                                     | Wassenaarse Slag                            | Wassenaar |                         |            |
| 1986                                                                              | Engelfiguur                        | Caius Spronken                      | Rozenplein                                  | Wassenaar |                         |            |
| 1987                                                                              | Zitobject                          | Rob Blöte                           | Kerkstraat                                  | Wassenaar |                         |            |
| 1989                                                                              | Waterpolospelers                   | Ek van Zanten                       | Johan de Wittlaan                           | Wassenaar |                         |            |
| 1990                                                                              | Dance of life                      | Selma Weerenbeck                    | Rijksstraatweg 200 (Am.school)              | Wassenaar |                         |            |
| 1990                                                                              | Vanitas                            | Dora Dolz                           | Rodenburglaan                               | Wassenaar |                         |            |
| 1990                                                                              | Sjouwer (200 cm hoog)              | Gerard Brouwer                      | Oostdorperweg / Havenkade                   | Wassenaar | brons                   |            |
| 1991                                                                              | Nar                                | Lorena Kloosterboer                 | Kerkstraat                                  | Wassenaar |                         |            |
| 1991                                                                              | Kinderen                           | Emilie Cummings-Enneking            | Schoolplein Montessorischool Zanderijpad    | Wassenaar |                         |            |
| 1991                                                                              | Walvis                             | Gert van Beek                       | Backershagenlaan                            | Wassenaar |                         |            |
| 1991                                                                              | Twee leerlingen - Two Students     | Lode Eyckermans                     | Rijksstraatweg 200 (Am.school)              | Wassenaar |                         |            |
| 1992                                                                              | Vinceremos                         | Rob Ligtvoet                        | Kloosterland bij Langstraat                 | Wassenaar |                         |            |
| 1993                                                                              | Meisje met hond                    | Hans Balner                         | Hogeplein                                   | Wassenaar |                         |            |
| 1993                                                                              | Uitvliegende uil                   | Goke Leverland                      | Johan de Wittlaan                           | Wassenaar |                         |            |
| 1993                                                                              | Mondoïde                           | Herman Makkink                      | Wassenaarse Slag                            | Wassenaar |                         |            |
| 1994                                                                              | Boomstronk met eekhoorn            | Lorena Kloosterboer                 | Anemonenweg/ Twickelstraat                  | Wassenaar |                         |            |
| 1994                                                                              | Boomstronk met 3 muizen            | Lorena Kloosterboer                 | Klokbekerkreek/ Strandwal                   | Wassenaar |                         |            |
| 1994                                                                              | Boomstronk met specht              | Lorena Kloosterboer                 | Rozensteinstraat / Willibrordstraat         | Wassenaar |                         |            |
| 1995                                                                              | Dansende Lennie                    | Eddy Roos                           | Koninginneweg/ Wilhelminalaan               | Wassenaar |                         |            |
| 1995                                                                              | De Baadster                        | Carla Rutgers                       | Raadhuislaan, de Paauw                      | Wassenaar | Brons                   |            |
| 1995                                                                              | De Pauwhof                         | Aryaan Harshagen                    | Raadhuislaan, de Paauw                      | Wassenaar | Natuursteen, metselwerk |            |
| 1995                                                                              | Liggende stenen                    | Ewerdt Hilgemann                    | Van Groeneveltlaan / Van Duivenvoordelaan   | Wassenaar |                         |            |
| 1995                                                                              | Mollenkerk                         | Rob Blöte                           | Hofcampweg                                  | Wassenaar |                         |            |
| 1997                                                                              | Luchtfietsertje                    | Jan de Graaf                        | Strandwal                                   | Wassenaar |                         |            |
| 1997                                                                              | Zwemstertje                        | Jan de Graaf                        | Strandwal                                   | Wassenaar |                         |            |
| 1999                                                                              | Dorp                               | Pjotr Müller                        | Deijlerweg 208                              | Wassenaar |                         |            |
| 2000                                                                              | Les Retrouvailles                  | Kees Verkade                        | Langstraat                                  | Wassenaar |                         |            |
| 2000                                                                              | Alter ego                          | Jan Snoeck                          | Rijksstraatweg / Houtlaan                   | Wassenaar |                         |            |
| 2002                                                                              | Meisje met paashazen               | Hans Balner                         | Wittenburg                                  | Wassenaar |                         |            |
| 2003                                                                              | Tango                              | Eric Claus                          | Langstraat/ Kerkstraat                      | Wassenaar |                         |            |
| 2003                                                                              | Beeldje in de vijver               | Corry Ammerlaan-van Niekerk         | Schouwweg 81                                | Wassenaar |                         |            |
| 2003                                                                              | José Gervasio Artigas              | onbekend                            | Julianaweg                                  | Wassenaar |                         |            |
| 2003                                                                              | Monument verkeersslachtoffers      | Kathy Hoyer                         | Raadhuislaan, Rijksstraatweg                | Wassenaar |                         |            |
| 2003                                                                              | Victor Westhoff                    | Willem van der Velden (beeldhouwer) | Meijendelseweg                              | Wassenaar |                         |            |
| 2013                                                                              | Bulldog                            | Alexander Taratynov                 | Raadhuislaan, de Paauw                      | Wassenaar |                         |            |
| Onbekend                                                                          | Reliëf Nestelende vogels           |                                     | Middelweg 33, school                        | Wassenaar |                         |            |
| onbekend                                                                          | Paard                              | onbekend                            | Langstraat                                  | Wassenaar |                         |            |
| onbekend                                                                          | Vrouwfiguur                        | onbekend                            | Zanderijpad                                 | Wassenaar |                         |            |
| onbekend                                                                          | Reliëf                             | onbekend                            | Kerkehout (bij SV Wassenaar)                | Wassenaar |                         |            |
| onbekend                                                                          | Drie schapen                       | onbekend                            | Stoeplaan 4 (Goede Herderkerk)              | Wassenaar |                         |            |
| onbekend                                                                          | Sint Jan Baptist                   | onbekend                            | Anemonenweg 17 (St. Jan Baptistschool)      | Wassenaar |                         |            |
| onbekend                                                                          | Brieflezend meisje                 | Jan Vermaat                         | Van Ommerenpark                             | Wassenaar |                         |            |
| onbekend                                                                          | onbekend                           | onbekend                            | Zijllaan 57 (Messiaskerk)                   | Wassenaar |                         |            |